# ژورا هاروتیونیان
ژورا "گئورگ" ساقاتلی هاروتیونیان (ارمنی: Ժորա "Գևորգ" Սաղաթելի Հարությունյան؛ ۷ سپتامبر ۱۹۲۸ – ۱۰ ژانویهٔ ۲۰۰۲) یک فیلم‌نامه‌نویس، و نمایش‌نامه‌نویس اهل ارمنستان بود.

## زندگی‌نامه
وی عضو کمیته اتحادیه نویسندگان ارمنستان بود.
در سال ۲۰۰۳ به مناسبت ۷۵مین زادروز ژورا هاروتیونیان مجموعه آثار پیشین منتشر نشده وی توسط دخترش گایانه هاروتیونیان به چاپ رسید.